# Syllepte microspilalis
Syllepte microspilalis là một loài bướm đêm trong họ Crambidae.